# Musée maritime de Long Island
Le Musée maritime de Long Island (en anglais : Long Island Maritime Museum) est situé à West Sayville, (État de New York), un hameau et census-designated place du Comté de Suffolk, sur Long Island.

## Histoire
Le musée a été fondé en 1966 sur le front de mer de l'ancien domaine Meadowedge de Mme Florence Bourne Hard à West Sayville qui était la fille de Frederick Gilbert Bourne (en), président de Singer Sewing Machine de 1889 à 1905. Chargé de la mission de préserver l'histoire et le patrimoine maritimes de Long Island à des fins éducatives, le musée accueille des visiteurs du monde entier depuis plus de 60 années. Aujourd'hui, le manoir est aussi utilisé comme siège du parcours de golf et country club de West Sayville, ainsi que comme restaurant destiné aux mariages.

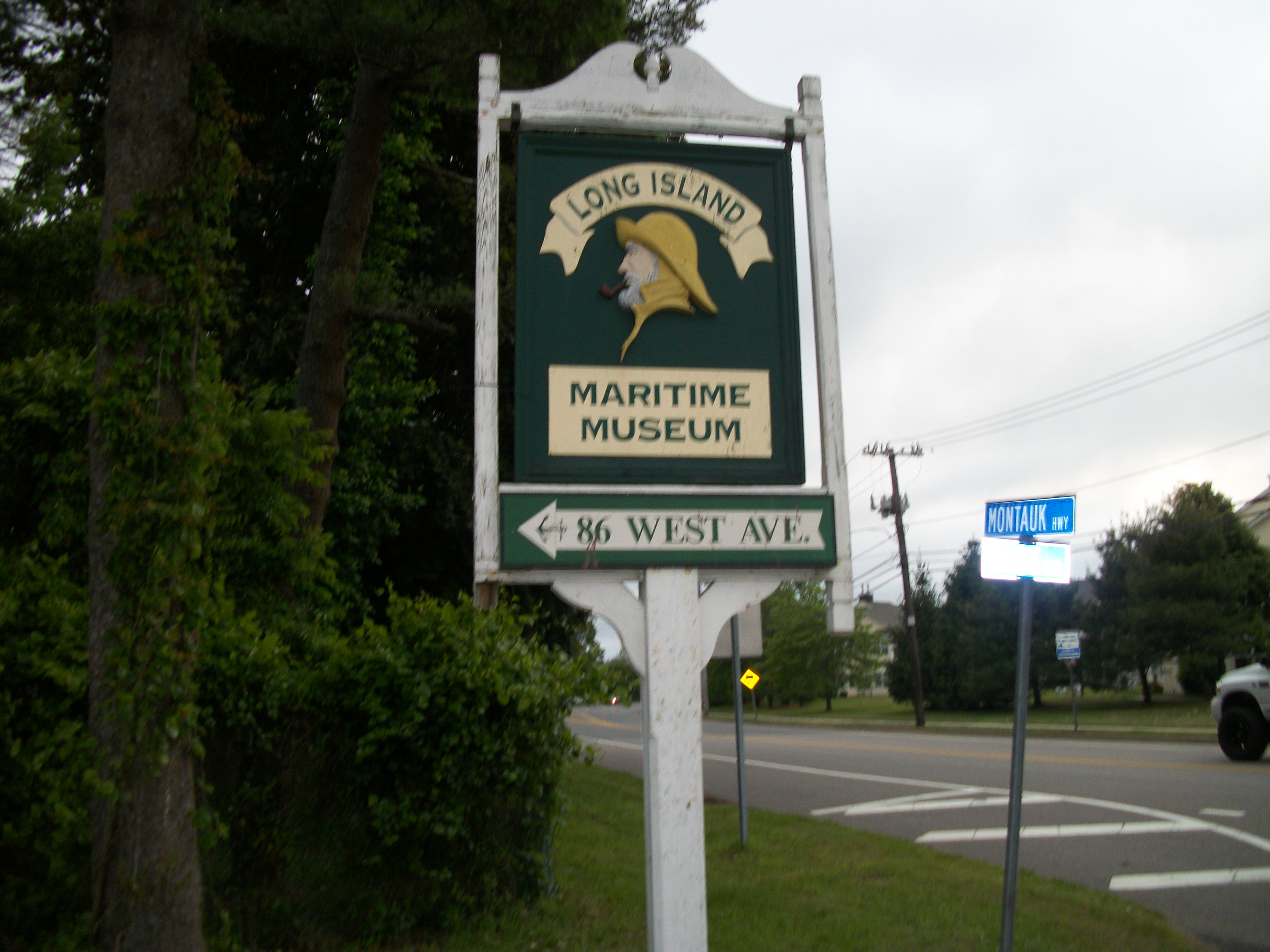
Signalisation du musée

L'exposition principale et le bâtiment administratif du musée abrite une collection de modèles déduits, une exposition permanente sur les épaves de Long Island et l'United States Life-Saving Service, ainsi qu'une galerie pour les expositions annuelles. On y trouve également la bibliothèque Elward Smith III, un trésor de livres, documents, photographies et plans de bateaux. La bibliothèque est située dans l'aile est de la Carriage House, avec les archives à l'étage.

## Navires
Le musée abrite deux sloops ostréicoles le Priscilla et le Modesty, deux navires qui sont classés National Historic Landmark. D'autres navires y sont présents : Pauline, Kid et Lorelei.

### Priscilla
Le Long Island Maritime Museum l'a acquis en 1976. Le navire a été considérablement modifié tout au long de sa longue carrière. Jusqu'en 2002, le voilier ostréicole a servi le musée en tant qu'ambassadeur flottant auprès d'autres organisations à Long Island et à New York. En raison de sa détérioration, Priscilla a subi une restauration complète  entre 2002 et 2003. Le navire a conservé son apparence physique historique et est toujours utilisé comme exposition flottante à côté de la Rudolph Oyster House (en) de 1908 et amarré le long du même quai que la drague à pétoncles Modesty de 1923.

### Modesty

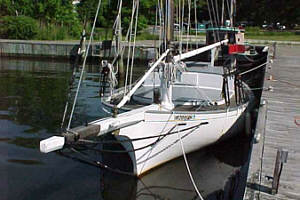
Modesty

Le sloop ostréicole a été construit en 1923 par le chantier naval Wood and Chute de Greenport sur Long Island. Le navire a été construit à l'origine pour draguer les huîtres et les pétoncles à la voile dans la Peconic Bay. On pense que Modesty est la dernière grande drague à coquillages à voile construite le long des côtes de Long Island. Modesty a été calqué sur le catboat Honest de 1892. Modesty a été construit comme un sloop à voile à corne, mais un moteur à essence à deux cylindres Gafka a été installé pendant la construction. Le fait que Modesty ait même été construit à la fin de l'ère de la voile est dû à une ancienne loi promulguée avant la Première Guerre mondiale qui stipulait que seule la puissance de la voile pouvait être utilisée lors du dragage des coquillages. Après avoir travaillé comme drague à pétoncles à Peconic Bay jusqu'en 1936, Modesty a déménagé dans le Connecticut pour terminer sa carrière de dragueur d'huîtres. Des années 1950 à 1974, il a servi de yacht de plaisance à divers propriétaires.